# Marco de Canaveses
Marco de Canaveses – miejscowość w Portugalii, leżąca w dystrykcie Porto, w regionie Północ w podregionie Tâmega, położona nad rzeką Tâmega. Miejscowość jest siedzibą gminy o tej samej nazwie.

## Demografia
| Liczba ludności gminy Marco de Canaveses (1864–2011) | Liczba ludności gminy Marco de Canaveses (1864–2011) | Liczba ludności gminy Marco de Canaveses (1864–2011) | Liczba ludności gminy Marco de Canaveses (1864–2011) | Liczba ludności gminy Marco de Canaveses (1864–2011) | Liczba ludności gminy Marco de Canaveses (1864–2011) | Liczba ludności gminy Marco de Canaveses (1864–2011) | Liczba ludności gminy Marco de Canaveses (1864–2011) | Liczba ludności gminy Marco de Canaveses (1864–2011) |
| ---------------------------------------------------- | ---------------------------------------------------- | ---------------------------------------------------- | ---------------------------------------------------- | ---------------------------------------------------- | ---------------------------------------------------- | ---------------------------------------------------- | ---------------------------------------------------- | ---------------------------------------------------- |
| 1864                                                 | 1900                                                 | 1930                                                 | 1960                                                 | 1981                                                 | 1991                                                 | 2001                                                 | 2004                                                 | 2011                                                 |
| 23 820                                               | 28 188                                               | 32 354                                               | 39 270                                               | 46 131                                               | 48 133                                               | 52 419                                               | 53 961                                               | 53 450                                               |

## Sołectwa
Sołectwa gminy Marco de Canaveses (ludność wg stanu na 2011 r.)
- Alpendurada e Matos - 5580 osób
- Ariz - 1843 osoby
- Avessadas - 1247 osób
- Banho e Carvalhosa - 1276 osób
- Constance - 1626 osób
- Favões - 1234 osoby
- Folhada - 602 osoby
- Fornos - 3614 osób
- Freixo - 845 osób
- Magrelos - 800 osób
- Manhuncelos - 486 osób
- Maureles - 460 osób
- Paços de Gaiolo - 995 osób
- Paredes de Viadores - 1289 osób
- Penha Longa - 1929 osób
- Rio de Galinhas - 2014 osób
- Rosem - 220 osób
- Sande - 1882 osoby
- Santo Isidoro - 1495 osób
- São Lourenço do Douro - 987 osób
- São Nicolau - 447 osób
- Soalhães - 3682 osoby
- Sobretâmega - 1132 osoby
- Tabuado - 1375 osób
- Torrão - 807 osób
- Toutosa - 588 osób
- Tuias - 4094 osoby
- Várzea da Ovelha e Aliviada - 2169 osób
- Várzea do Douro - 2098 osób
- Vila Boa de Quires - 3394 osoby
- Vila Boa do Bispo - 3240 osób